# Vaucluse (departement)
Vaucluse [voˈklyːz] je francouzský departement v regionu Provence-Alpes-Côte d'Azur. Název pochází od mohutného pramene (vyvěračky) Fontaine de Vaucluse, z provensálského Vau-cluso, z lat. Vallis Clausa, „uzavřené údolí“. Hlavní město je Avignon.

## Historie
Departement Vaucluse byl založen v průběhu Velké francouzské revoluce poté, co bylo revolucionáři anektováno Venaissinské hrabství.

## Administrativní členění
| Arrondissement | Počet obyvatel (1999) | Rozloha (km²) | Průměrná hustota obyvatel | Kantony | Obce |
| -------------- | --------------------- | ------------- | ------------------------- | ------- | ---- |
| Apt            | 116 644               | 1377          | 85                        | 6       | 56   |
| Avignon        | 269 828               | 924           | 292                       | 10      | 37   |
| Carpentras     | 113 213               | 1266          | 89                        | 8       | 58   |

## Geografie
Departement Vaucluse sousedí s departementy Gard, Ardèche, Alpes-de-Haute-Provence a Bouches-du-Rhône.

### Nejvýznamnější města
Avignon, Orange, Gordes